# All Japan Pro Wrestling
All Japan Pro Wrestling (AJPW) (全日本プロレス, Zen Nihon Puroresu) é uma promoção de wrestling profissional (puroresu) japonesa, que teve início em 1972. A AJPW é uma das mais populares promoções de puroresu em operação.
Tendo como fundador a estrela Shohei "Giant" Baba, a AJPW rivalizou-se principalmente com a New Japan Pro Wrestling, de Antonio Inoki. Tem escritórios em Mynato, Tóquio, Japão e é dirigida atualmente por Jun Akiyama.
A promoção hoje chamada de All Japan Pro Wrestling foi estabilizada como Pacific Wrestling Federation (PWF), fazendo parte da Global Professional Wrestling Alliance. O estilo do wrestling é o "King's Road", mais parecido com o do wrestling profissional estadunidense.

## Títulos e torneios

### Títulos
- AJPW Triple Crown Heavyweight Championship
- AJPW Unified World Tag Team Championship Também conhecido como Double Cup
- AJPW World Junior Heavyweight Championship
- AJPW All Asia Tag Team Championship

### Torneios
- Champion's Carnival
- Jr Battle of Glory
- Jr Tag Battle of Glory
- World's Strongest Tag Determination League